# Голицын, Михаил Николаевич (1796)
Князь Михаил Николаевич Голицын (7 (18) октября 1796 — 25 октября (6 ноября) 1863) — тайный советник, камергер из рода Голицыных (линия Михайловичей). Устроитель усадьбы Никольское-Урюпино и первого Московского пассажа (ныне утрачен).

## Биография
Младший сын и единственный наследник сенатора князя Николая Алексеевича Голицына от его брака с Марией Адамовной Олсуфьевой. Родился в имении Архангельское.
С 17 марта 1810 года — юнкер в Коллегии иностранных дел; 15 мая 1811 года перешёл юнкер-прапорщиком в лейб-гвардии Преображенский полк, где 12 апреля 1812 года был произведён в прапорщики. Принимал участие в Отечественной войне 1812 года и заграничном походе русской армии: в 1812 году находился в Бородинском сражении; в 1813 году — в сражениях при Люцене, Бауцене, Пирне, Гисгюбеле, Кульме и Лейпциге и 17 августа 1813 года за отличие при Пирне, Гисгюбеле и Кульме был награждён орденом Св. Анны 4-й степени и прусским знаком отличия Железного креста, а 23 сентября произведён в подпоручики; в 1814 году участвовал во взятии Парижа.
С 19 января 1816 года состоял адъютантом генерал-лейтенанта барона Розена. С 1 октября 1816 года — поручик, с 1 февраля 1820 года — штабс-капитан, с 13 марта 1821 года — капитан. С 1 февраля 1822 года был адъютантом начальника главного штаба князя Волконского. Был уволен к статским делам 22 апреля 1823 года с присвоением чина коллежского советника; был пожалован званием камергера. С 11 июня 1823 года он состоял за обер-прокурорским столом 2-го отделения 5-го департамента Сената.

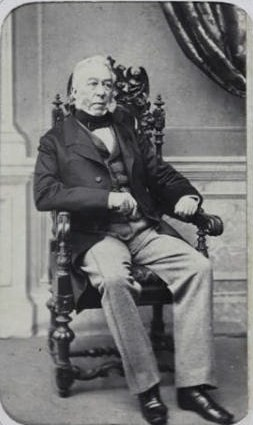
Князь М. Н. Голицын

С 28 февраля 1824 года до 6 мая 1829 года служил в Экспедиции кремлёвского строения; одновременно, с 29 марта 1828 года был почётным смотрителем (с 12 марта 1833 года — почётным попечителем) Московской городской больницы и членом комитета о её постройке. С 23 июня 1833 года до 7 мая 1839 года он состоял за обер-прокурорским столом 7-го департамента Сената (в период с 24.03.1835 по 10.10.1838 г. был командирован в 8-й департамент). В это время он был также почётным попечителем 1-й градской больницы. Затем до 31 июля 1842 года был советником Московской дворцовой конторы. В 1852 году был назначен почётным опекуном Московского опекунского совета. Был произведён в статские советники 24 апреля 1836 года, в действительные статские советники — 3 декабря 1839 года, в тайные советники — 1 июля 1854 года.
Основал первый московский пассаж — Голицынскую галерею на Петровке, построенную архитектором М. Быковским в 1842 году, первое торговое заведение подобного рода. Будучи талантливым композитором, был автором романсов «Облако» и «Звезда» на стихи И. П. Мятлева, а также «Четырех мазурок» и «Полонеза» для фортепьяно. Напечатал: «Мысли и замечания, плод десятилетних наблюдений почётного попечителя Московской градской больницы князя М. Н. Голицына» (М., 1843) и «Несколько слов в память незабвенного начальника Его Светлости князя Дмитрия Владимировича Голицына» (М., 1844).
В течение двух лет гувернёром в семье Голицына был С. М. Соловьёв, который в своих «Записках» представил княжескую семью в весьма непривлекательном виде: «Главное лицо в доме, сам князь — мужчина лет по 50, очень красивый и с претензиями на красоту и молодость, красящий волосы… Он отличался бережливостью, даже скупостью и вместе алчностью. Он родился с замечательными способностями, имел здравый смысл, большое остроумие, большой талант рассказывать, обладал литературным талантом, написал несколько повестей очень недурных; любил читать, уважал знание, людей знающих… Кроме того, князь был развратный соблазнитель крепостных девушек, имел ещё других любовниц в городе, жил со сводною сестрою своей жены, известною в Москве Меропою Беринг, вышедшею потом замуж за П. П. Новосильцева».
Умер 25 октября (6 ноября) 1863 года в Москве, погребён в церкви села Никольское-Урюпино.

## Семья

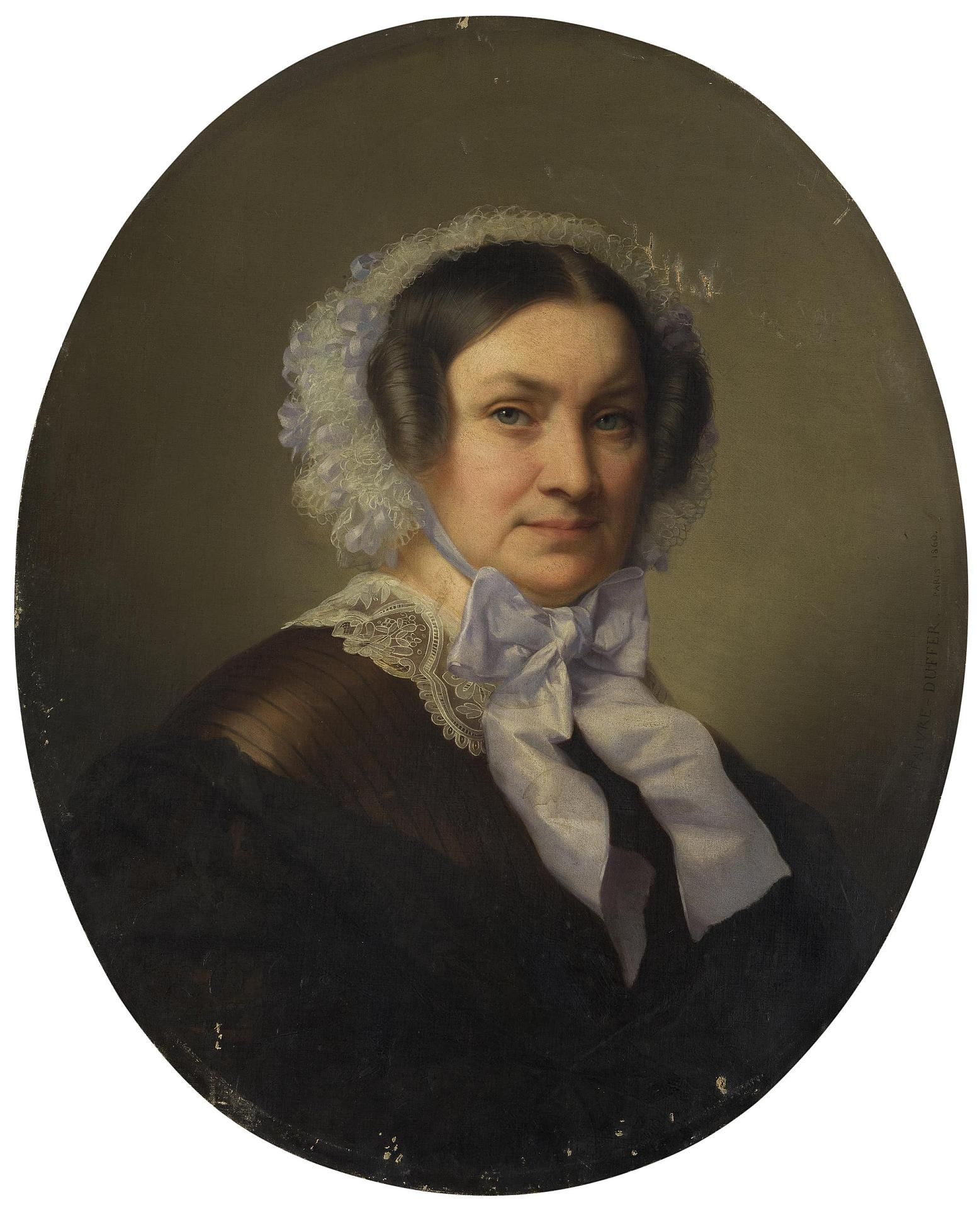
Анна Николаевна Голицына

Жена (с 30 января 1820 года) — княжна Анна Николаевна Вяземская (07.07.1796—21.05.1873), фрейлина двора, внучка княгини А. К. Васильчиковой, дочь князя Н. Г. Вяземского. По субъективному мнению Соловьева, «с женою своею князь жил дурно, в чём трудно было его обвинить, ибо это была женщина нестерпимая, ограниченная, капризная, сварливая, скупая». Однако, сохранившийся семейный архив Голицыных, заставляет усомниться в словах мемуариста. Ибо брак Голицыных был счастливым. Семейная переписка свидетельствует о доверительных и нежных взаимоотношениях не только между супругами, но и между родителями и детьми. Княгиня Анна Николаевна получила чисто французское воспитание. После смерти матери жила в Петербурге в доме тетки княгини М. В. Кочубей, откуда вскоре вышла замуж. Увлекалась живописью и театром, была умной и глубоко верующей женщиной. Жила с мужем в Москве, в доме рядом с Кузнецким мостом у Златоустовского монастыря, и часто выезжала за границу. Похоронена в усадьбе Никольское-Урюпино. Дети:
- Николай (1820—1885), сенатор, гофмейстер.
- Лев (1822—1848), выпускник Пажеского корпуса, адъютант великого князя Михаила Павловича. По словам современника, «в Москве только один молодой человек превосходил его красотой, то был кн. Павел Гагарин. Обладая стройной фигурой, тонкими чертами лица, огненными глазами и от природы вьющимися тёмными волосами, Голицын считался, в свое время, самым опасным кавалером и победителем женских сердец»[4]. Умер в чине штаб-ротмистра.
- Екатерина (12.07.1826[5]—22.07.1826), похоронена в Донском монастыре.
- Дмитрий (1827—1895), ротмистр лейб-гвардии конного полка, предводитель Московского дворянства.
- Мария (1829—1882), фрейлина двора, замужем (с 18 апреля 1854 года)[6] за Львом Николаевичем Волковым (1825—1884), владельцем винокуренного и конного заводов.
- Михаил (1830—1890), прапорщик во время Крымской войны, участвовал в осаде Карса, генерал-майор.
- Софья (1834—1854)

## Награды
- орден Св. Анны 4-й ст. (1813)
- орден Св. Анны 2-й ст. (28.09.1826)
- орден Св. Владимира 3-й ст. (01.01.1834)
- орден Св. Станислава 1-й ст. (21.04.1842)
- орден Св. Анны 1-й ст. (1856)
- орден Белого орла
- Кульмский крест (1813)